# Joseph Warren
Joseph Warren (Roxbury, 11 de junho de 1741 – Charlestown, 17 de junho de 1775) foi um médico e militar dos Estados Unidos. Ficou célebre pelo papel que desempenhou na Guerra de Independência dos Estados Unidos, em particular na batalha de Bunker Hill, em Boston, na qual morreu em combate.

## Carreira
Inicialmente professor de latim, foi também um influente político, associando-se a vultos como John Hancock, Samuel Adams e outros líderes radicais do movimento designado Sons of Liberty. Foi membro do comité de Boston que fez um relatório sobre o massacre de Boston em 1770.
Participou desde o início na Guerra, logo nas suas primeiras batalhas, as batalhas de Lexington e Concord. Está sepultado no Cemitério Forest Hills.